# 24e méridien est
En géographie, le 24e méridien est est le méridien joignant les points de la surface de la Terre dont la longitude est égale à 24° est.

## Géographie

### Dimensions
Comme tous les autres méridiens, la longueur du 24e méridien correspond à une demi-circonférence terrestre, soit 20 003,932 km. Au niveau de l'équateur, il est distant du méridien de Greenwich de 2 672 km,.
Avec le 156e méridien ouest, il forme un grand cercle passant par les pôles géographiques terrestres.

### Régions traversées

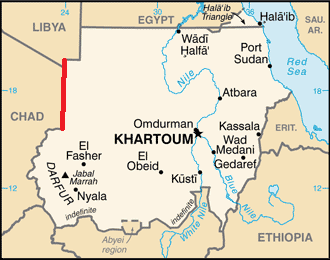
Carte du Soudan, montrant le 24e méridien à l'est comme une partie de la frontière avec la Libye et le Tchad.

En commençant par le pôle Nord et descendant vers le sud au pôle Sud, Le 24e méridien est passe par:
| Coordonnées          | Pays, territoire ou mer          | Notes |
| -------------------- | -------------------------------- | --- |
| 90° 00′ N, 24° 00′ E | Océan Arctique                   | |
| 80° 18′ N, 24° 00′ E | Norvège                          | Île de Nordaustlandet, Svalbard |
| 79° 14′ N, 24° 00′ E | Mer de Barents                   | |
| 77° 52′ N, 24° 00′ E | Norvège                          | Île de Edgeøya, Svalbard |
| 77° 33′ N, 24° 00′ E | Mer de Barents                   | |
| 71° 57′ N, 24° 00′ E | Océan Atlantique                 | Mer de Norvège |
| 71° 03′ N, 24° 00′ E | Norvège                          | Îles de Ingøya et Rolvsøy |
| 70° 55′ N, 24° 00′ E | Océan Atlantique                 | Mer de Norvège |
| 70° 41′ N, 24° 00′ E | Norvège                          | Île de Kvaløya, et le continent |
| 68° 49′ N, 24° 00′ E | Finlande                         | |
| 66° 50′ N, 24° 00′ E | Suède                            | Sur environ 4 km |
| 66° 48′ N, 24° 00′ E | Finlande                         | |
| 66° 02′ N, 24° 00′ E | Suède                            | |
| 65° 48′ N, 24° 00′ E | Mer Baltique                     | Golfe de Botnie |
| 64° 24′ N, 24° 00′ E | Finlande                         | |
| 60° 01′ N, 24° 00′ E | Mer Baltique                     | Golfe de Finlande |
| 59° 21′ N, 24° 00′ E | Estonie                          | Îles Pakri et le continent |
| 58° 18′ N, 24° 00′ E | Mer Baltique                     | Golfe de Riga |
| 58° 09′ N, 24° 00′ E | Estonie                          | Île de Kihnu |
| 58° 06′ N, 24° 00′ E | Mer Baltique                     | Golfe de Riga |
| 57° 02′ N, 24° 00′ E | Lettonie                         | Passe par les faubourgs ouest de Riga                                                                                                 |
| 56° 20′ N, 24° 00′ E | Lituanie                         | Passe par Kaunas |
| 53° 56′ N, 24° 00′ E | Biélorussie                      | |
| 51° 35′ N, 24° 00′ E | Ukraine                          | Oblast de Volhynie — passe juste à l'est de Liouboml                                                                                  |
| 50° 56′ N, 24° 00′ E | Pologne                          | Sur environ 10 km |
| 50° 51′ N, 24° 00′ E | Ukraine                          | Sur environ 7 km — Oblast de Volhynie                                                                                                 |
| 50° 46′ N, 24° 00′ E | Pologne                          | |
| 50° 26′ N, 24° 00′ E | Ukraine                          | Oblast de Lviv — passe par Lviv Oblast d'Ivano-Frankivsk — passe par Dolyna Oblast de Transcarpatie — passe juste à l'ouest de Rakhiv |
| 47° 58′ N, 24° 00′ E | Roumanie                         | |
| 43° 45′ N, 24° 00′ E | Bulgarie                         | |
| 41° 27′ N, 24° 00′ E | Grèce                            | |
| 40° 45′ N, 24° 00′ E | Mer Méditerranée                 | Mer Égée |
| 40° 23′ N, 24° 00′ E | Grèce                            | Péninsule du Mont Athos |
| 40° 19′ N, 24° 00′ E | Mer Méditerranée                 | Mer Égée |
| 40° 05′ N, 24° 00′ E | Grèce                            | Péninsule de Sithonie |
| 39° 58′ N, 24° 00′ E | Mer Méditerranée                 | Mer Égée - passe juste à l'ouest de l'île de Kyra Panagia et juste à l'est des îles de Alonissos et Peristera, Grèce                  |
| 38° 41′ N, 24° 00′ E | Grèce                            | Île de Eubée |
| 38° 24′ N, 24° 00′ E | Mer Méditerranée                 | Détroit de l'Euripe, Mer Égée |
| 38° 15′ N, 24° 00′ E | Grèce                            | |
| 37° 40′ N, 24° 00′ E | Mer Méditerranée                 | Mer Égée et Mer de Crète |
| 35° 31′ N, 24° 00′ E | Grèce                            | Crète |
| 35° 13′ N, 24° 00′ E | Mer Méditerranée                 | |
| 34° 56′ N, 24° 00′ E | Grèce                            | Île de Gavdopoula |
| 34° 55′ N, 24° 00′ E | Mer Méditerranée                 | Passe juste à l'ouest de l'île de Gavdos, Grèce                                                                                       |
| 32° 06′ N, 24° 00′ E | Libye                            | |
| 20° 00′ N, 24° 00′ E | frontière Libye / Soudan         | |
| 19° 30′ N, 24° 00′ E | frontière Tchad / Soudan         | |
| 15° 42′ N, 24° 00′ E | Soudan                           | |
| 8° 42′ N, 24° 00′ E  | République centrafricaine        | |
| 5° 52′ N, 24° 00′ E  | République démocratique du Congo | |
| 10° 53′ S, 24° 00′ E | Zambie                           | Sur environ 5 km |
| 10° 55′ S, 24° 00′ E | Angola                           | |
| 11° 36′ S, 24° 00′ E | Zambie                           | Sur environ, 16 km |
| 11° 45′ S, 24° 00′ E | Angola                           | Sur environ 11 km |
| 11° 51′ S, 24° 00′ E | Zambie                           | |
| 12° 10′ S, 24° 00′ E | Angola                           | |
| 12° 29′ S, 24° 00′ E | Zambie                           | |
| 12° 55′ S, 24° 00′ E | Angola                           | |
| 12° 59′ S, 24° 00′ E | Zambie                           | |
| 17° 31′ S, 24° 00′ E | Namibie                          | Bande de Caprivi |
| 18° 10′ S, 24° 00′ E | Botswana                         | |
| 25° 37′ S, 24° 00′ E | Afrique du Sud                   | Nord-Ouest Cap-Nord Cap-Occidental Cap-Oriental                                                                                       |
| 34° 02′ S, 24° 00′ E | Océan Indien                     | |
| 60° 00′ S, 24° 00′ E | Océan Arctique                   | |
| 70° 17′ S, 24° 00′ E | Antarctique                      | Terre de la Reine-Maud, revendiquée par la Norvège                                                                                    |